# Сосна скручена
{{#ifeq:0|0|{{#if:|{{#if:Pinuscontorta|[[]}}|}}}}
Сосна скручена (Pinus contorta) — вид роду сосна родини соснових.

## Поширення, екологія
Країни поширення: Канада (Альберта, Британська Колумбія, Північно-західні території, Юкон); Мексика (Нижня Каліфорнія); США (Аляска, Південна Дакота). Хоча берегові популяції ростуть в основному між рівнем моря і 610 м, континентальні популяції знаходиться від 490 до 3660 м. Кількість опадів коливається від усього 250 мм до 5000 мм уздовж узбережжя. Росте на добре дренованих ґрунтах разом з іншими видами роду сосна, а також ялицею та псевдотсугою.

## Опис
Щільність деревини: 0.38 г/см3. Це кущ або дерево до 50 м заввишки і 90 см діаметром на рівні грудей, стовбур може бути як прямим так і крученим. Кора від коричневого до сіро-або червоно-коричневого кольору, від пластинчастої до борозенчастої, різної товщини як між так і всередині популяцій. Гілки грубі, від помаранчевого до червоно-коричневого кольору, при старінні стають темно-коричневими. Голки від жовто-зеленого до темно-зеленого кольору, по 2 в пучку, зберігаються 3–8 років, 2–8 см довжиною, кручені. Пилкові шишки еліпсоїдно-циліндричні, довжиною 5–15 мм, оранжево-червоні. Насіннєві шишки змінно асиметричні, яйцевиді або взагалі кулясті, коли відкриті, (2)3–6(7.5) см завдовжки, від кольору засмаги до блідо-червоно-коричневого, блискучі. Насіння стиснуте, оберненояйцеподібне; тіло близько 5 мм довжиною, чорне (безплідне насіння часто від строкато блідого до червоно-коричневого), крило 10–14 мм. 2n = 24.

### Підвидові відмінності
contorta — узбережжя Тихого океана, від півд. Аляски до Каліфорнії.
Голки 2–7 см × 0,7–0,9(1,1) мм, темно-зелені; зрілий стовбур з явно борознистою корою; насіннєві шишки сильно асиметричні, сильно загнуті.
latifolia — Скелясті гори, від річки Юкон до річки Колорадо.
Голки (4)5–8 см × (0,7)1–2(3) мм, жовто-зелені; зрілий стовбур з корою без явних борозен; насіннєві шишки асиметричні, загнуті до часу викиду насіння. Основні гілки в основному горизонтальні.
murrayana — Каскадні гори, Сьєрра-Невада, півд. Вашингтон до під. мексиканского штату Північна Нижня Каліфорнія.
Голки (4)5–8 см × (0,7)1–2(3) мм, жовто-зелені; зрілий стовбур з корою без явних борозен; насіннєві шишки майже симетричні. Основні гілки висхідні на кінцях.

## Використання
Сосна є одним з основних джерел деревини в західній частині Північної Америки.

## Загрози та охорона
Короїди та зміни в частоті пожеж можуть бути локальними проблемами. Вид присутній в багатьох охоронних територіях по всьому ареалу.

## Галерея

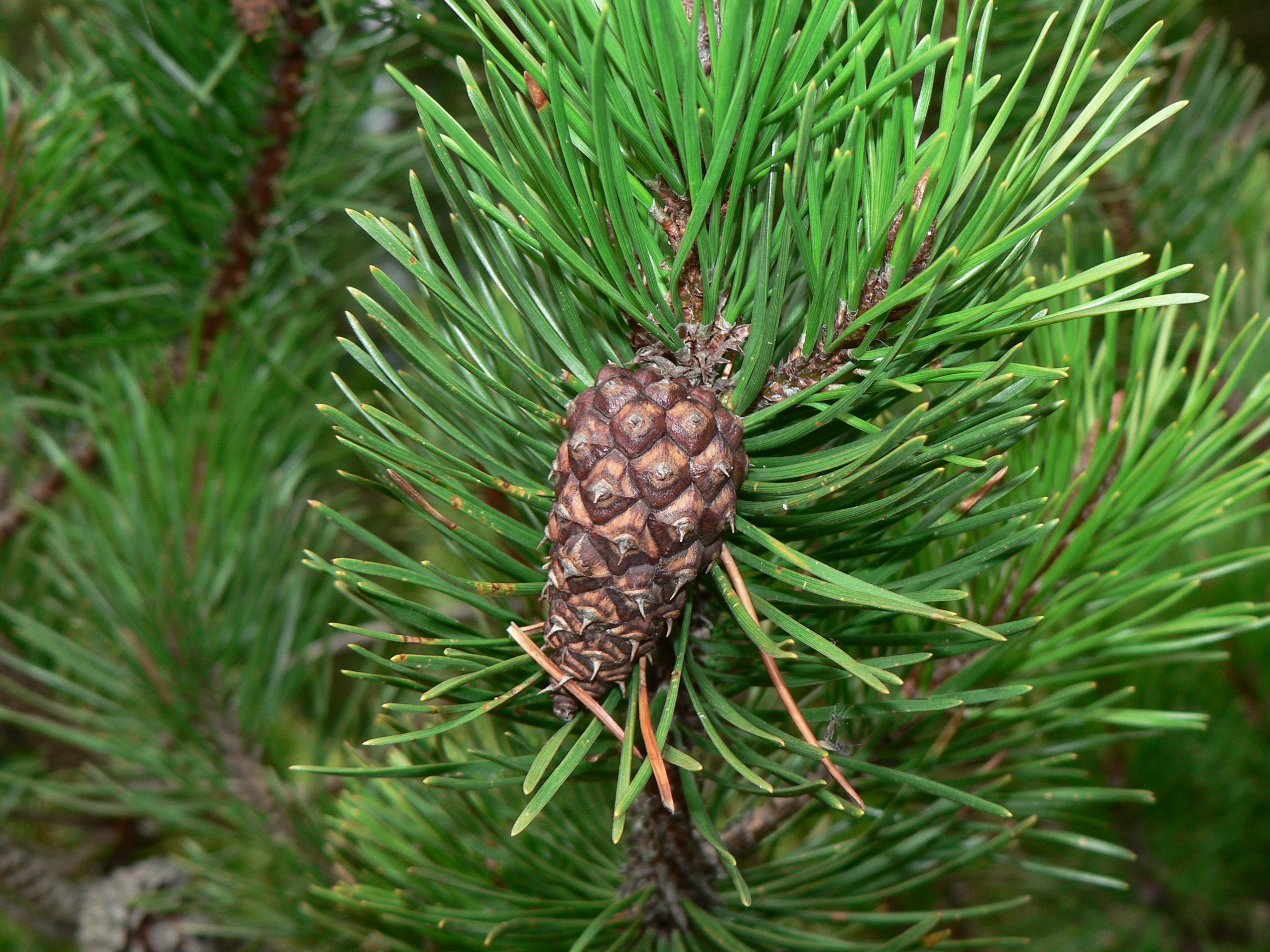
Насіннєва шишка
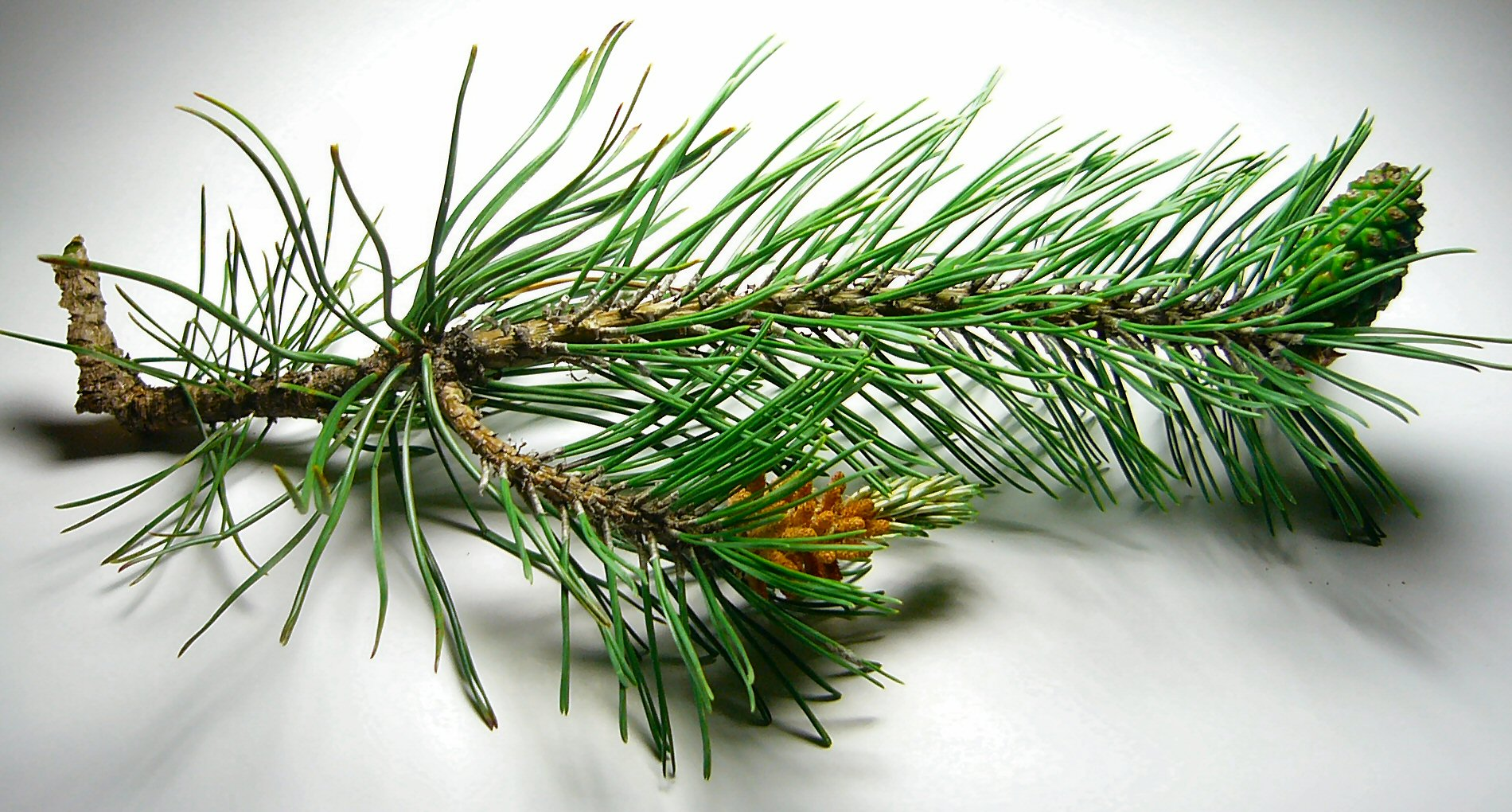
Гілка підвиду contorta з чоловічими і жіночими шишками
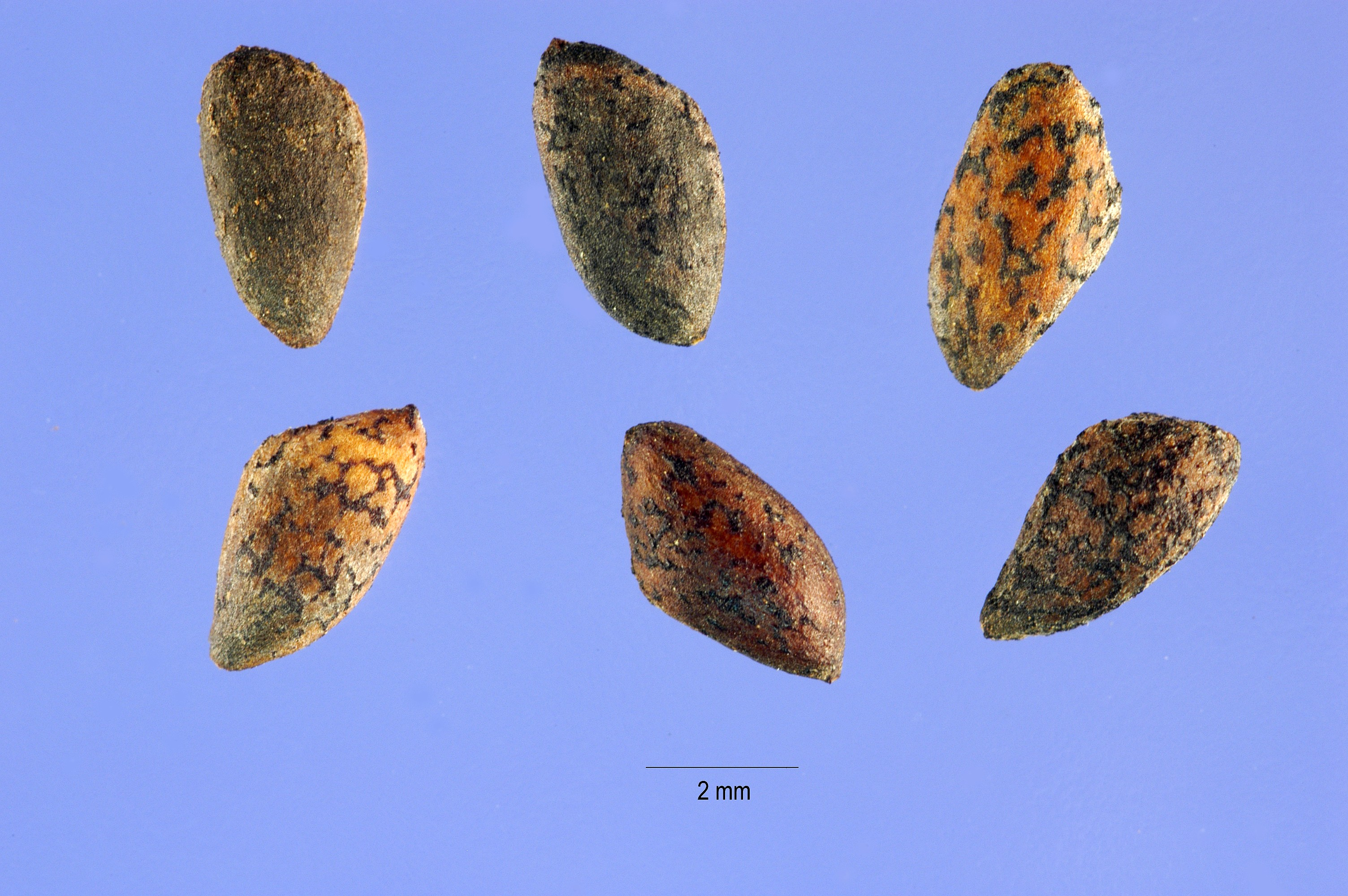
Насіння
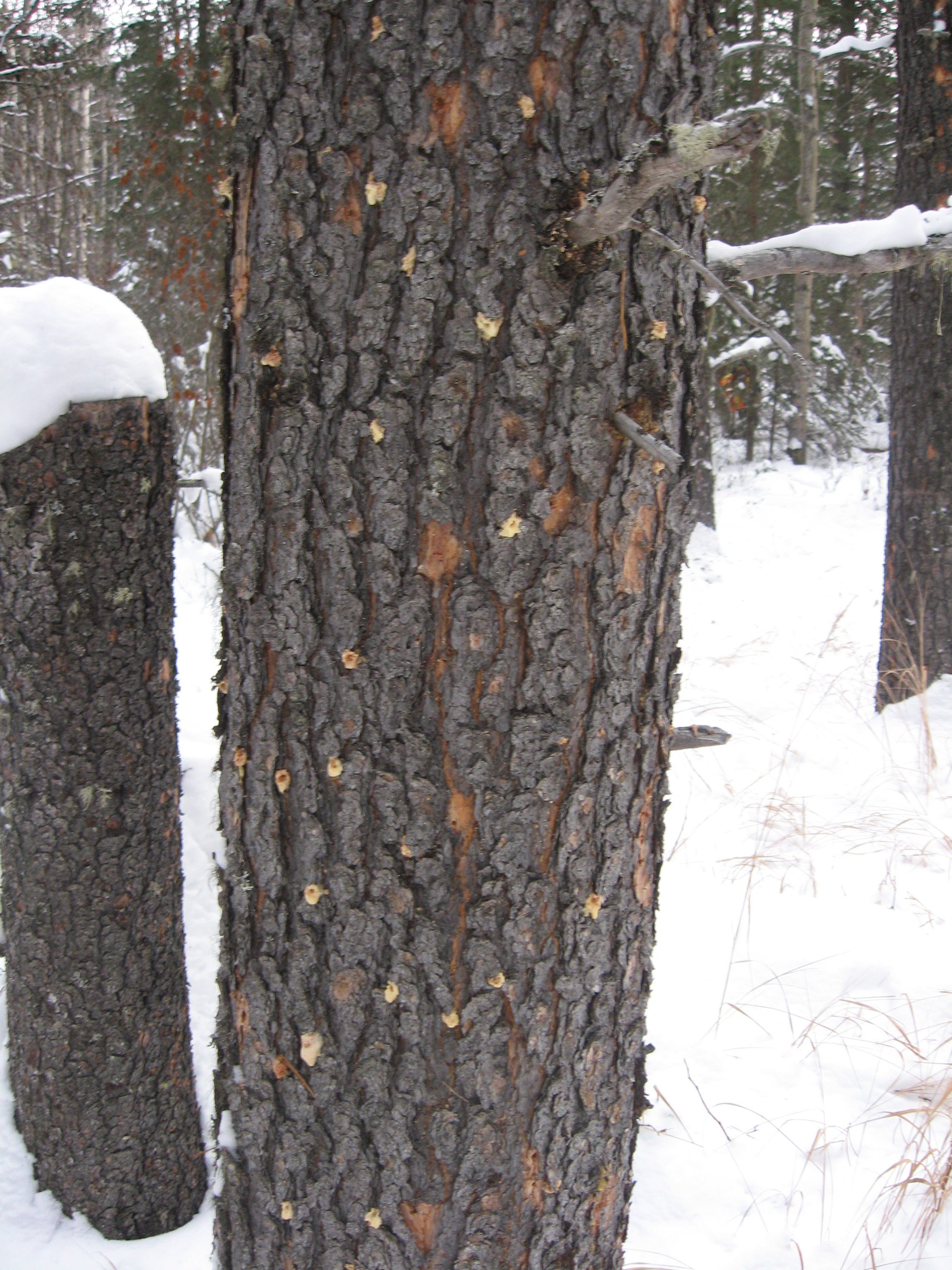
Кора
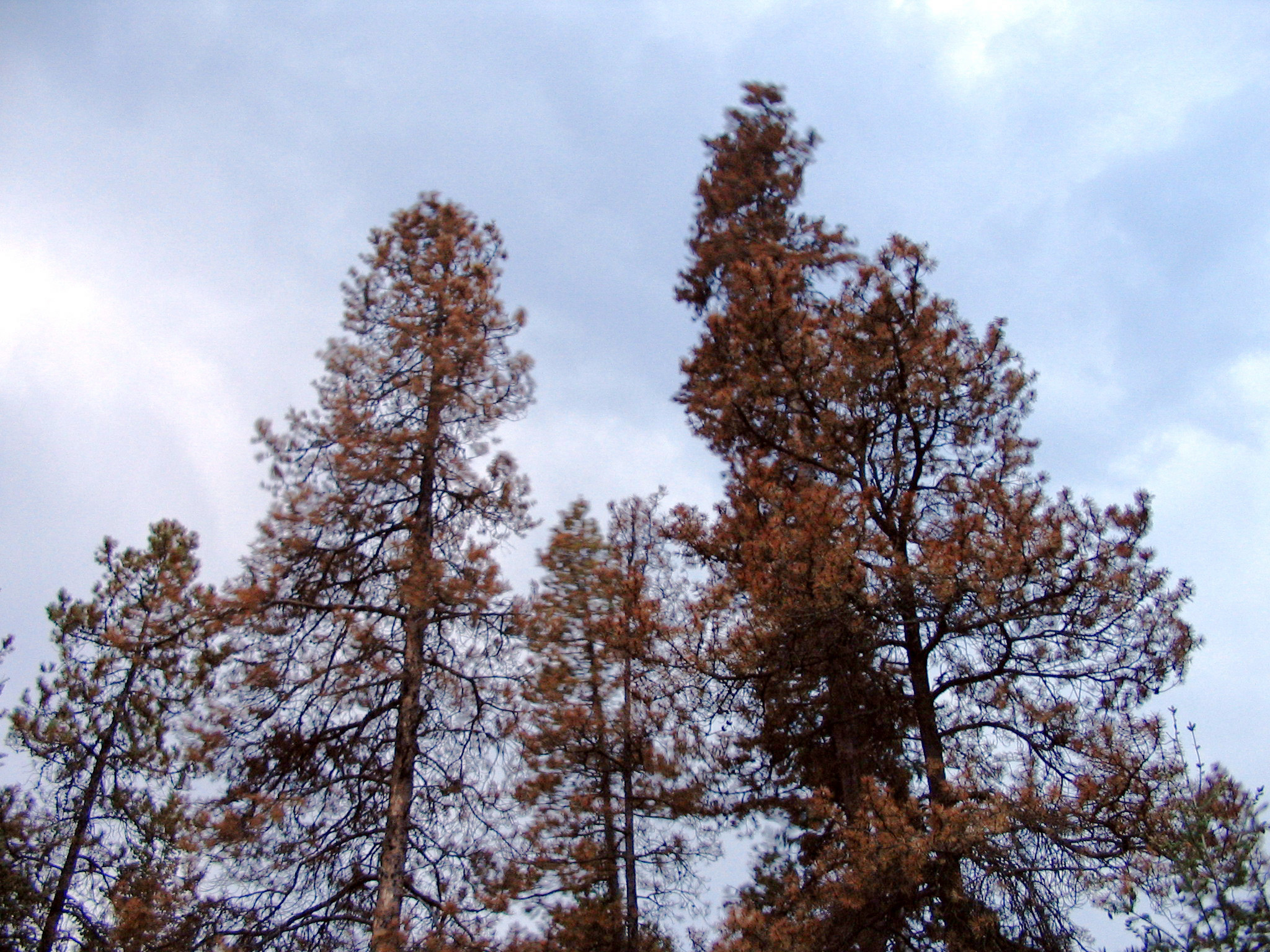
Знищені короїдом, Dendroctonus ponderosae дерева
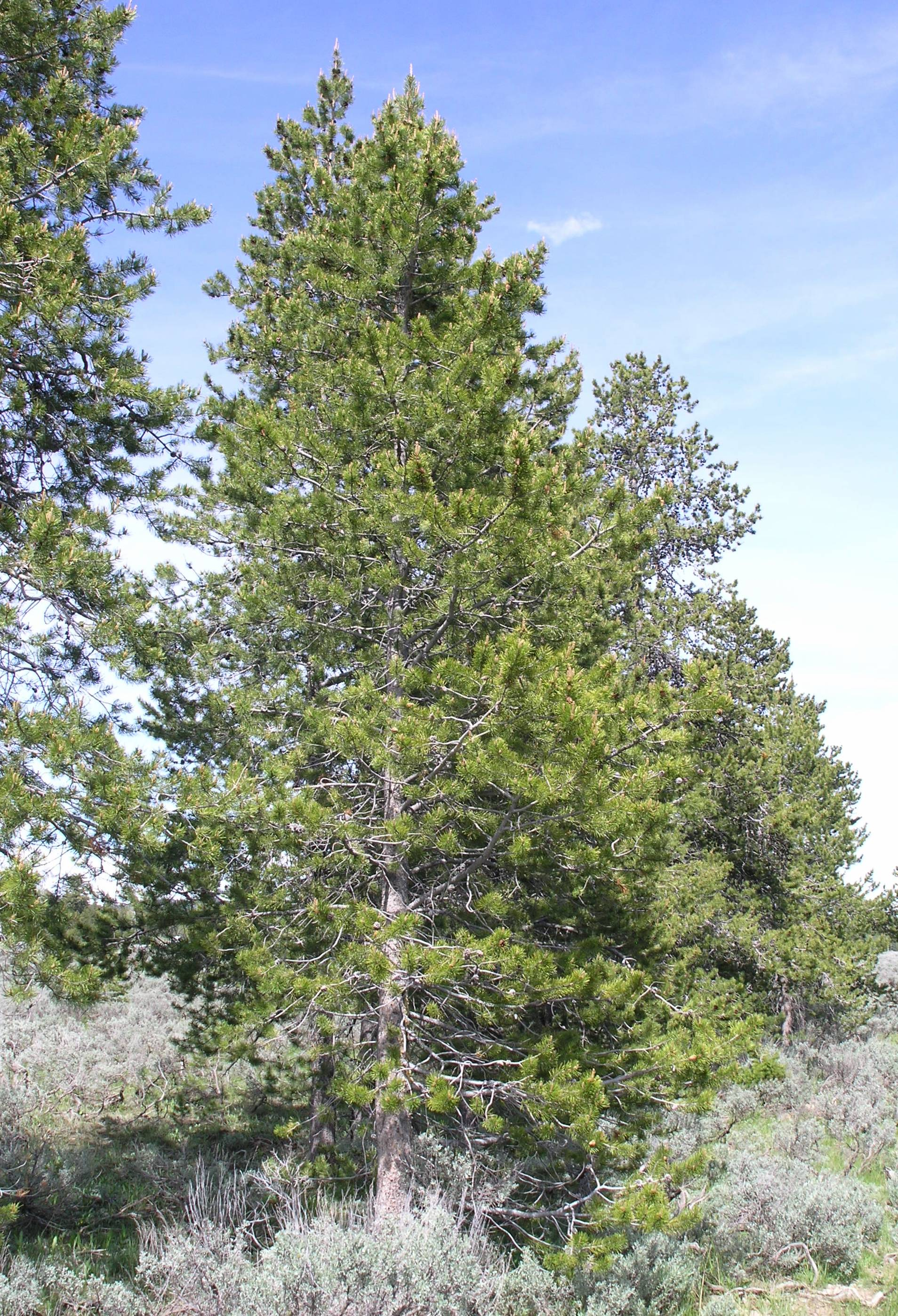
Дерево підвиду latifolia
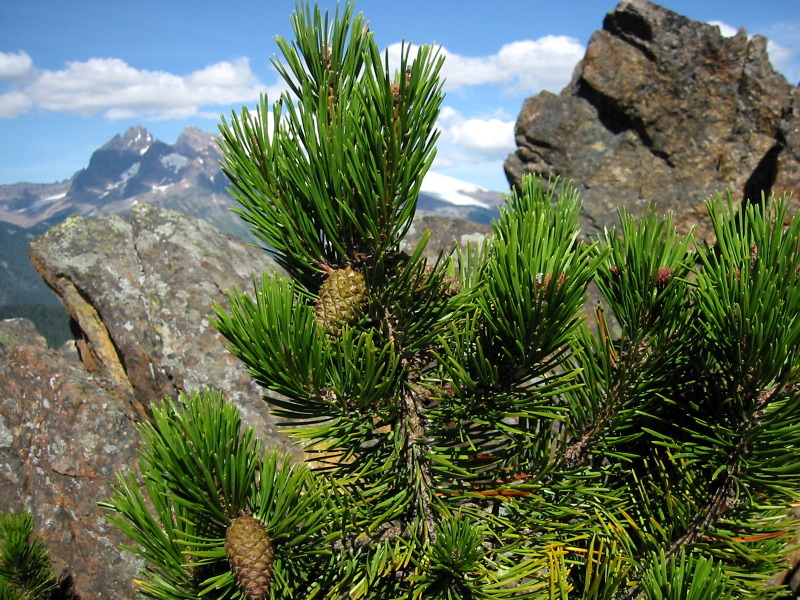
Дерево на піку Лінкольна